# دبليو. هايوود بورنس
دبليو. هايوود بورنس (بالإنجليزية: W Haywood Burns)‏ هو محامي أمريكي، ولد في 15 يونيو 1940، وتوفي في 2 أبريل 1996.